# Bridge Creek (Oklahoma)
Bridge Creek est une ville du comté de Grady, dans l'État d'Oklahoma, aux États-Unis,. En 2010, elle compte une population de 336 habitants.

## Histoire
Bridge Creek est l'une des communautés les plus durement touchées par une tornade F5 lors d'une série de tornades meurtrières le 3 mai 1999. Au moins 11 personnes trouvent la mort dans la région de Bridge Creek. Le radar météorologique Doppler a mesuré des vitesses de vent de 517 km/h dans cette tornade lorsqu'elle se trouvait près de Bridge Creek. Cette tornade est actuellement la plus grande vitesse de vent enregistrée sur Terre.
La ville est de nouveau frappée par une tornade EF3 le 6 mai 2015. Des maisons sont détruites ou fortement endommagées,.

## Démographie
Lors du recensement de 2010, la ville comptait une population de 36 habitants, tandis qu'en 2019, elle est estimée à 336 habitants.